# Nuthin’ but a ‘G’ Thang
Nuthin’ but a ‘G’ Thang (englisch etwa für „Nichts als ein ‚Gangsta‘-Ding“) ist ein Lied des US-amerikanischen Rappers und Musikproduzenten Dr. Dre, das er zusammen mit dem Rapper Snoop Doggy Dogg aufnahm. Der Song ist die erste Singleauskopplung seines Debüt-Soloalbums The Chronic und wurde am 19. November 1992 veröffentlicht.

## Inhalt
| Liedteil   | Künstler                  |
| 1. Strophe | Snoop Doggy Dogg          |
| Refrain    | Snoop Doggy Dogg, Dr. Dre |
| 2. Strophe | Dr. Dre                   |
| 3. Strophe | Snoop Doggy Dogg          |
| 4. Strophe | Dr. Dre                   |

Nuthin’ but a ‘G’ Thang ist thematisch ein Gangsta-Rap-Song, auf dem Dr. Dre und Snoop Doggy Dogg sich vorrangig selbst lobpreisen und ihre Verbundenheit betonen. Weitere Themen sind Frauen, Sex, Waffen und Drogen.

“Compton and Long Beach together, now you know you in trouble

Ain’t nuthin’ but a G thang, baby

Two loced out niggas going crazy

Death Row is the label that pays me”

## Produktion
Das Lied wurde von Dr. Dre produziert. Dabei verwendete er Samples der Songs I Wanna Do Something Freaky to You von Leon Haywood sowie Uphill Peace of Mind von Kid Dynamite. Der Text wurde komplett von Snoop Doggy Dogg geschrieben.

## Musikvideo
Bei dem zu Nuthin’ but a ‘G’ Thang gedrehten Musikvideo führte Dr. Dre selbst Regie.
Zu Beginn fährt Dr. Dre in einem Lowrider vor Snoop Doggy Doggs Haus in Long Beach vor, um ihn abzuholen. Sie fahren zu einer Grillparty und rappen die ersten Strophen, während sie in einer Menschenmenge stehen. Auf der Feier spielen auch einige Leute Volleyball, wobei einer Spielerin das Bikini-Oberteil heruntergezogen wird. Anschließend fahren sie in einer Autokolonne zu einer weiteren Party in einem Haus. Mittlerweile ist es dunkel und beide rappen erneut in einer Menschenmenge. Einige Szenen zeigen eine genervte Partygängerin, die schließlich mit Alkohol bespritzt wird. Am Ende des Videos setzt Dr. Dre Snoop Doggy Dogg, der deutlich betrunken ist, wieder vor dessen Haus ab. Im Video sind unter anderem auch die Rapper Warren G, Daz Dillinger und The D.O.C. zu sehen.

## Single

### Covergestaltung
Das Singlecover zeigt das grüne Blatt einer Hanfpflanze. Im oberen Teil des Bildes befinden sich die grünen Schriftzüge Dr. Dre und Nuthin’ but a ‘G’ Thang. Der Hintergrund ist komplett in Schwarz gehalten.

### Titelliste
1. Nuthin’ but a ‘G’ Thang (Radio Mix) – 3:56
2. Nuthin’ but a ‘G’ Thang (LP Version) – 3:58
3. Nuthin’ but a ‘G’ Thang (Instrumental) – 4:06
4. Nuthin’ but a ‘G’ Thang (Club Mix) – 4:38
5. Nuthin’ but a ‘G’ Thang (Vibe Instrumental) – 5:09
6. Nuthin’ but a ‘G’ Thang (Freestyle Remix) – 4:11

### Chartplatzierungen
Nuthin’ but a ‘G’ Thang stieg am 30. Januar 1993 in die US-amerikanischen Singlecharts ein und erreichte am 20. März 1993 mit Platz 2 die höchste Position. Insgesamt konnte sich der Song 27 Wochen lang in den Billboard Hot 100 halten. In den US-amerikanischen Jahrescharts 1993 belegte die Single Rang 11 und in den Charts des Jahrzehnts Platz 95. Zudem erreichte das Lied im Vereinigten Königreich Position 31 und in Neuseeland Rang 39. Dagegen konnte sich der Song in Deutschland nicht in den Top 100 platzieren.
| ChartsChartplatzierungen       | Höchstplatzierung | Wochen |
| ------------------------------ | ----------------- | ------ |
| Vereinigte Staaten (Billboard) | 2 (27 Wo.)        | 27     |
| Vereinigtes Königreich (OCC)   | 31 (4 Wo.)        | 4      |

| ChartsJahrescharts (1993)      | Platzierung |
| ------------------------------ | ----------- |
| Vereinigte Staaten (Billboard) | 11          |

### Auszeichnungen für Musikverkäufe
Nuthin’ but a ‘G’ Thang wurde im März 1993 für mehr als eine Million verkaufte Einheiten in den Vereinigten Staaten mit einer Platin-Schallplatte ausgezeichnet. Die Verkäufe bis Ende 1993 in den USA belaufen sich auf 1,3 Millionen Exemplare. Zudem erhielt der Song im Jahr 2024 für über 400.000 Verkäufe im Vereinigten Königreich eine Goldene Schallplatte.
| Land/Region                  | Auszeichnungen für Musikverkäufe (Land/Region, Auszeichnung, Verkäufe) | Verkäufe  |
| ---------------------------- | ---------------------------------------------------------------------- | --------- |
| Neuseeland (RMNZ)            | 2× Platin                                                              | 60.000    |
| Vereinigte Staaten (RIAA)    | Platin                                                                 | 1.300.000 |
| Vereinigtes Königreich (BPI) | Gold                                                                   | 400.000   |
| Insgesamt                    | 1× Gold · 3× Platin ·                                                  | 1.760.000 |

Hauptartikel: Dr. Dre/Auszeichnungen für Musikverkäufe
In der Liste der 500 besten Songs aller Zeiten des Musikmagazins Rolling Stone wurde Nuthin’ but a ‘G’ Thang 2010 auf Platz 427 geführt. Bei den Grammy Awards 1994 wurde der Song in der Kategorie Best Rap Performance by a Duo or Group nominiert, unterlag jedoch dem Lied Rebirth of Slick (Cool Like Dat) von den Digable Planets.